# 庄行镇
庄行镇，是中华人民共和国上海市奉贤区下辖的一个乡镇级行政单位。面积70平方公里。户籍人口4.27万人（2008年）。
庄行镇境內有庄行老街以及庄行暴动烈士纪念碑。其中庄行老街全长1400米，形成于明朝初年。2021年1月8日，庄行镇启动一個名為「冷江雨巷」的相关规划开发。

## 行政区划
庄行镇下辖以下居委会及村委会：
庄行社区、邬桥社区、庄行新苑第一社区、吕桥村、东风村、长浜村、长堤村、潘垫村、新华村、杨溇村、芦泾村、存古村、西校村、汇安村、马路村、浦秀村、渔沥村、新叶村和张塘村。